# Lac des Alliés
Le Lac des Alliés est un plan d'eau douce traversé vers l'ouest par la rivière Rocheuse, situé dans le territoire non organisé de Lac-Jacques-Cartier, dans la municipalité régionale de comté (MRC) La Côte-de-Beaupré, région administrative de la Capitale-Nationale, dans province de Québec, dans Canada.
Le Lac des Alliés est situé entièrement dans le parc national de la Jacques-Cartier. Il constitue un élargissement de la rivière Rocheuse.
Le bassin versant du Lac des Alliés est principalement desservi du côté est par la route 175 qui relie les villes de Québec et Saguenay. Quelques routes secondaires desservent cette zone pour les besoins de la foresterie et des activités récréotouristiques.
La foresterie est la principale activité économique du secteur; les activités récréotouristiques, en second.
La surface du Lac des Alliés est généralement gelée de début décembre à fin mars; la circulation sécuritaire sur la glace se fait généralement de fin décembre à début mars.

## Géographie
Le Lac des Alliés comporte une longueur de 3,0 km, une largeur de 0,7 km et sa surface est à une altitude de 713 m. Ce lac encaissé entre les montagnes est fait en longueur, ressemblant à un grand N difforme. Le lac Sautauriski est situé à 2,5 km du côté est du lac; et le cours de la rivière Jacques-Cartier est à 2,3 km du côté nord du lac.
À partir de l'embouchure du Lac des Alliés, le courant descend consécutivement sur 3,8 km vers l'ouest, puis le nord en suivant le cours de la rivière Rocheuse; sur 4,6 km vers le sud-ouest en suivant le cours de la rivière du Malin; puis sur km généralement vers le sud en empruntant le courant de la rivière Jacques-Cartier jusqu'à la rive nord-est du fleuve Saint-Laurent.
Le Lac des Alliés a une superficie de 138,7 ha. Il s'agit du troisième plus grand des 216 plans d'eau du parc national de la Jacques-Cartier. Un barrage est aménagé à son embouchure permettant une hauteur de retenue d'eau de 3,1 m pour une capacité de réservoir de 4 273 040 m3
.

## Toponymie
L'appellation de ce plan d'eau proviendrait des arpenteurs évoquant le souvenir des troupes alliées de la Première Guerre mondiale.
Le toponyme Lac des Alliés a été officialisé le 5 décembre 1968 par la Commission de toponymie du Québec.